# Calliphora grahami
Calliphora grahami este o specie de muște din genul Calliphora, familia Calliphoridae, descrisă de Aldrich în anul 1930. Conform Catalogue of Life specia Calliphora grahami nu are subspecii cunoscute.